# Keld Pedersen
 Ikke at forveksle med Kjeld Pedersen og Kjeld Petersen.
Keld Pedersen (21. december 1913 i København – 23. marts 2002 i Nærum) var lærer og sløjdmand.
- 1935 lærereksamen fra Frederiksberg Seminarium
- 1936 sløjdlærereksamen fra Dansk Sløjdlærerskole
- 1937 faglærereksamen i geografi
- 1935-1950 lærer ved Gentofte kommunale skolevæsen (Bakkegårdsskolen)
- 1943-1950 assistent og kursusleder ved Dansk Sløjdlærerskole
- 1950-1966 forstander for Dansk Sløjdlærerskole i København
- 1950-1981 sløjdinspektør
- 1976-2002 medlem af bestyrelsen for Dansk Skolesløjds Forlag

I 1950 blev Keld Pedersen konstitueret i stillingerne som statens sløjdinspektør og sløjdskoleforstander; den endelige udnævnelse fulgte i 1953. Han bestred begge stillinger indtil 1966, hvor han afgav forstanderstillingen, der blev mere krævende, fordi skolen fra at have tilbudt feriekurser overgik til helårsundervisning. Keld Petersen fortsatte i stillingen som sløjdinspektør, til han blev pensioneret.
Keld Pedersen var bestyrelsesmedlem i Dansk Sløjdlærerforening 1948-1954, og han var redaktør af foreningens medlemsblad Dansk Skolesløjd 1949-1954.
Keld Pedersen har udgivet mange bøger og artikler om sløjd. Hans bog "Håndbog i sløjd, træbearbejdning" anvendes stadig i sløjdlæreruddannelsen og som håndbog i sløjdsalene.
Hans betydning ligger ikke mindst i hans virke som sløjdinspektør. Han var en af dem, der var for en tilnærmelse mellem Dansk Sløjd og Askov Sløjd. 
Han var en af de første til at tage metalsløjd op ved siden af træsløjden, og han var involveret i nye tiltag som fx motorlære, og han dyrkede sløjdforbindelser ud over landets grænser.
Ved sin afgang som sløjdskoleforstander i 1966 fik Keld Pedersen tildelt Dannebrogsordenen.
Han er blevet betegnet som en meget beskeden mand, og når han i embeds medfør kom på besøg som sløjdinspektør, optrådte han altid som vejleder og kollega med venlighed over for sløjdlærere. Han havde udpræget gode samarbejds- og diplomatiske evner.